# Souimanga de Java
Aethopyga eximia
Espèce
Statut de conservation UICN

LC : Préoccupation mineure
Le Souimanga de Java (Aethopyga eximia') est une espèce de passereaux de la famille des Nectariniidae. 

## Répartition
L'espèce est endémique de l'île de Java en Indonésie.

## Classification
Le nom valide complet (avec auteur) de ce taxon est Aethopyga eximia (Horsfield, 1821).
L'espèce a été initialement classée dans le genre Nectarinia sous le protonyme Nectarinia eximia Horsfield, 1821.
Ce taxon porte en français le nom vernaculaire ou normalisé suivant : Souimanga de Java.
Aethopyga eximia a pour synonyme :
- Nectarinia eximia Horsfield, 1821